# USS Barton (DD-599)
USS Barton (DD-599) byl americký torpédoborec třídy Benson. Barton mimo jiné bojoval v bitvě u ostrovů Santa Cruz a v námořní bitvě u Guadalcanalu byl 13. listopadu 1942 potopen poté, co ho zasáhla dvě 610mm torpéda z japonského torpédoborce Amacukaze. 

## Stavba
Barton postavila loděnice Bethlehem Steel Co. v Quincy ve státě Massachusetts. Torpédoborec byl spuštěn na vodu 31. ledna 1942 a 29. května 1942 byl uveden do aktivní služby.

## Konstrukce
Základní výzbroj tvořilo pět 127mm kanónů (z nich kanóny 1, 2 a 5 byly v jednodělových věžích, zatímco kanóny 3 a 4 byly v nekrytých postaveních), šest 12,7mm kulometů a dva pětihlavňové 533mm torpédomety. Pohonný systém tvořily čtyři kotle Babcock & Wilcox a dvě turbíny Westinghouse. Lodní šrouby byly dva. Dosah byl 6500 námořních mil při 12 uzlech. Nejvyšší rychlost dosahovala 35 uzlů.

## Operační služba
V srpnu 1942 Barton, společně s torpédoborci USS Nicholas a USS Meade, doprovázel bitevní loď USS Washington na její plavbě z New Yorku skrze Panamský průplav na pacifické válčiště. Poté byl torpédoborec přidělen 2. eskadře torpédoborců (Morris, Anderson, Hughes, Mustin a Russell), doprovázející v rámci svazu TF 17 letadlovou loď USS Hornet. Bojoval i v říjnu 1942 v bitvě u ostrovů Santa Cruz, ve které byl Hornet potopen.
Barton poté operoval v oblasti Šalomounových ostrovů, kde byl 13. listopadu 1942 potopen v námořní bitvě u Guadalcanalu. Jeho potopení bylo důsledkem dvou zásahů japonských 610mm torpéd z torpédoborce Amacukaze. Zachránilo se pouze 43 mužů, které z moře vylovil těžký křižník USS Portland. Vrak lodi dodnes leží na dně průlivu se železným dnem.